# Bartolomeo Pagano
Bartolomeo Pagano (Genova, 27 settembre 1878 – Genova, 24 giugno 1947) è stato un attore italiano.
Attivo soprattutto nel periodo del cinema muto, è passato alla storia per aver interpretato il personaggio di Maciste.

## Biografia

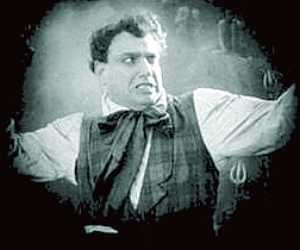
Bartolomeo Pagano nel film Maciste all'inferno (1926)

Nacque nel comune di Sant'Ilario Ligure (oggi parte del Comune di Genova) e lavorava come camallo al porto di Genova. Sull'avvicinamento di Pagano al cinema, esistono varie versioni. Nel 1913 il regista e produttore cinematografico Giovanni Pastrone, direttore generale dell'Itala Film di Torino, bandì un concorso per selezionare l'interprete di Maciste (personaggio creato assieme a D'Annunzio) per il suo Cabiria del 1914. In questo concorso a cui parteciparono 50 concorrenti provenienti da ogni parte d'Italia, fu scelto proprio Pagano.
Secondo un'altra versione, Pagano sarebbe stato notato dall'attore Domenico Gambino, che lo segnalò a Pastrone, e quest'ultimo, impressionato dalla stazza dello scaricatore ligure, lo scritturò per il suo Colossal. Dotato di un fisico possente, si legò indissolubilmente al ruolo di Maciste, interpretando - subito dopo la consacrazione in Cabiria - diversi film dal 1915 al 1926. Si fece conoscere anche all'estero per i suoi ruoli di eroe, di forzuto coraggioso e di gigante buono, soprattutto in Francia e Germania, dove girò diversi film riscuotendo notevole successo. Inoltre il fascismo ne esaltava le gesta e lo considerava simbolo e vera figura del superuomo italiano da emulare.
Fu uno degli attori cinematografici italiani più pagati degli anni venti, riuscendo a percepire fino a 600.000 lire l'anno. La sua ultima apparizione fu in Giuditta e Oloferne del 1929. Da allora, a causa di malanni fisici di cui soffriva da tempo, si ritirò definitivamente dal cinema. Immobilizzato dall'artrite reumatoide, fu costretto a vivere gli ultimi suoi anni di vita sulla sedia a rotelle fino a quando morì nel 1947, colpito da un arresto cardiaco all'età di 68 anni.

## Filmografia
- Cabiria, regia di Giovanni Pastrone (1914)
- Maciste, regia di Luigi Romano Borgnetto e Vincenzo Denizot (1915)
- Maciste alpino, regia di Luigi Romano Borgnetto e Luigi Maggi (1916)
- Cretinetti e gli stivali del Brasiliano, regia di André Deed (1916)
- Maciste poliziotto, regia di Roberto Roberti (1918)
- Maciste medium, regia di Vincenzo Denizot,  (1918)
- Maciste atleta, regia di Giovanni Pastrone (1918)
- Maciste innamorato, regia di Luigi Romano Borgnetto (1919)
- La trilogia di Maciste, regia di Carlo Campogalliani (1920)
- Maciste salvato dalle acque, regia di Luigi Romano Borgnetto (1921)
- Maciste in vacanza, regia di Luigi Romano Borgnetto (1921)
- La rivincita di Maciste, regia di Luigi Romano Borgnetto (1921)
- Maciste e la figlia del re dell'argento (Maciste und die Tochter des Silberkönigs), regia di Luigi Romano Borgnetto (1922)
- Maciste umanitario (o Man soll es nicht für möglich halten), regia di Uwe Jens Krafft (1922)
- Maciste contro Maciste (1923)
- Maciste giustiziere, regia di Luigi Romano Borgnetto (1923)
- Maciste e il cofano cinese (Maciste und die chinesische Truhe), regia di Carl Boese (1923)
- Maciste imperatore, regia di Guido Brignone (1924)
- Maciste e il nipote d'America, regia di Eleuterio Rodolfi (1924)
- Maciste all'inferno, regia di Guido Brignone (1926)
- Maciste contro lo sceicco, regia di Mario Camerini (1926)
- Maciste nella gabbia dei leoni regia di Guido Brignone (1926)
- Il gigante delle Dolomiti, regia di Guido Brignone (1926)
- Il vetturale del Moncenisio, regia di Baldassarre Negroni (1927)
- Gli ultimi zar, regia di Baldassarre Negroni (1928)
- Giuditta e Oloferne, regia di Baldassarre Negroni (1929)